# Čeglje
Čeglje is een plaats in de gemeente Jastrebarsko in de Kroatische provincie Zagreb. De plaats telt 445 inwoners (2001).